# 翟遼
翟 遼（てき りょう、拼音：Dí Liáo、? - 391年）は、五胡十六国時代の丁零族の首長。翟魏を建国し、その初代天王（在位 : 388年 - 391年）となった。『資治通鑑』では翟真の従兄、『晋書』では翟真の子となっている。

## 生涯
翟遼は翟斌（330年 - 384年）から続く、後燕から独立した丁零族の勢力を受け継いだ。

### 建国前
384年11月、信都の西から後燕の慕容農が翟遼を魯口で撃破した。翟遼は退いて無極に駐屯し、慕容農は藁城に駐屯してこれに迫った。12月、後燕の慕容麟と慕容農は翟遼を襲って大破し、翟遼は単騎で翟真の所へ奔走した。
385年4月、翟真が承営から行唐に移ると、翟真の司馬である鮮于乞は翟真および諸翟人を殺し、自ら立って趙王となった。営人は共に鮮于乞を殺し、翟真の従弟である翟成を立てて主とした。しかし、その衆の多くは後燕に降り、翟遼は黎陽に奔走した。
386年1月、黎陽に逃れた翟遼は黎陽郡太守の滕恬之に甚だ寵愛されたが、滕恬之が士卒から信用されていないことを知ると、密かに謀りごとを企てた。そして滕恬之が南の鹿鳴城を攻めた際、後方にいた翟遼は閉門して滕恬之が帰って来られないようにし、東の鄄城に奔走しようとした滕恬之を追って捕え、黎陽を乗っ取った。これを知った豫州刺史の朱序は将軍の秦膺と童斌を遣わし、淮・泗の諸郡と共にこれを討った。3月、泰山郡太守の張願は郡ごと叛いて翟遼に降った。8月、翟遼は譙で略奪をおこなったため、朱序によって撃退された。
387年1月、翟遼は子の翟釗に陳・潁を略奪させたが、朱序が派遣した秦膺によって撃退された。4月、高平の翟暢は太守の徐含遠を捕え、郡ごと翟遼に降った。5月、後燕の慕容垂は自ら諸将を率いて南の翟遼を攻め、太原王の慕容楷を前鋒都督とした。翟遼の衆は皆、燕・趙の出身であったため、慕容楷が攻めてくるのを聞くとこれに帰順した。懼れた翟遼は使者を送って降伏を請うた。慕容垂はこれを承諾し、翟遼を徐州牧・河南公に封じて帰還した。10月、翟遼は後燕に叛き、王祖や張申とともに清河郡・平原郡を略奪した。

### 建国後
388年2月、翟遼は司馬の眭瓊を後燕に遣わして謝罪したが、慕容垂はこれを聞き入れず、眭瓊を斬って関係を絶った。そこで翟遼は自ら魏天王と称し、改元して建光とし、百官を置いた。5月、翟遼は滑台に移って駐屯した。
建光2年（389年）4月、翟遼は滎陽を略奪し、太守の張卓を捕えた。10月、後燕の楽浪王の慕容温が冀州刺史となったため、翟遼は丁零人の故堤に偽りの降伏をさせて慕容温の帳下に入れ、慕容温を殺害させた。
建光3年（390年）1月、豫州刺史の朱序は翟遼を撃ち破った。8月、劉牢之は翟釗を鄄城で撃ち、翟釗は河北に奔走した。劉牢之はさらに翟遼を滑台で破り、張願が来降してきた。
建光4年（391年）10月、翟遼は死去し、子の翟釗が後を継いで定鼎と改元した。

## 参考資料
- 『魏書』列伝第83
- 『晋書』載記第23
- 『資治通鑑』巻105、巻第106、巻第107